# Mairie d'Arreau
La mairie d'Arreau , aussi nommée hôtel de ville d'Arreau, désigne le bâtiment civil accueillant les institutions municipales de la ville d'Arreau.

## Localisation
La mairie est située place de la mairie au centre de la commune, au bord de la Neste du Louron, en face de la maison des Lys, maison gothique des XVIe et XVIIe siècles qui est partiellement classée monument historique depuis 1912.
Elle est à l’angle de la route départementale D 618 et de la D 19.
L'édifice est référencé dans la base Mérimée et à l'Inventaire général Région Occitanie.

## Historique
En décembre 1929 il est décidé par les élus communaux de la reconstruction du batiment devenue vétuste, le projet est attribué aux architectes Gely et Mauny afin d'établir les plans d'une nouvelle mairie-halle.
L'étude prévoit aussi d'aménager une salle d'éducation physique et un local pour bains-douches, les plans sont approuvés en juin 1930 et les travaux, confiés à l'entreprise Pailhes de Tarbes, sont reçus en décembre 1932.

## Description
La mairie se situe à l'étage et rez-de-chaussée est réservé à la halle délimitée par des piliers en pierre.
L'accès à l'étage se fait par un escalier tournant à deux volées droites. Les murs extérieurs de l'étage sont décorés d'un faux pan de bois. Un clocheton muni d'une horloge surmonté d'un petit toit en pavillon se trouve sur la croupe est.

## Galerie d'images

Sélection de vues de la mairie
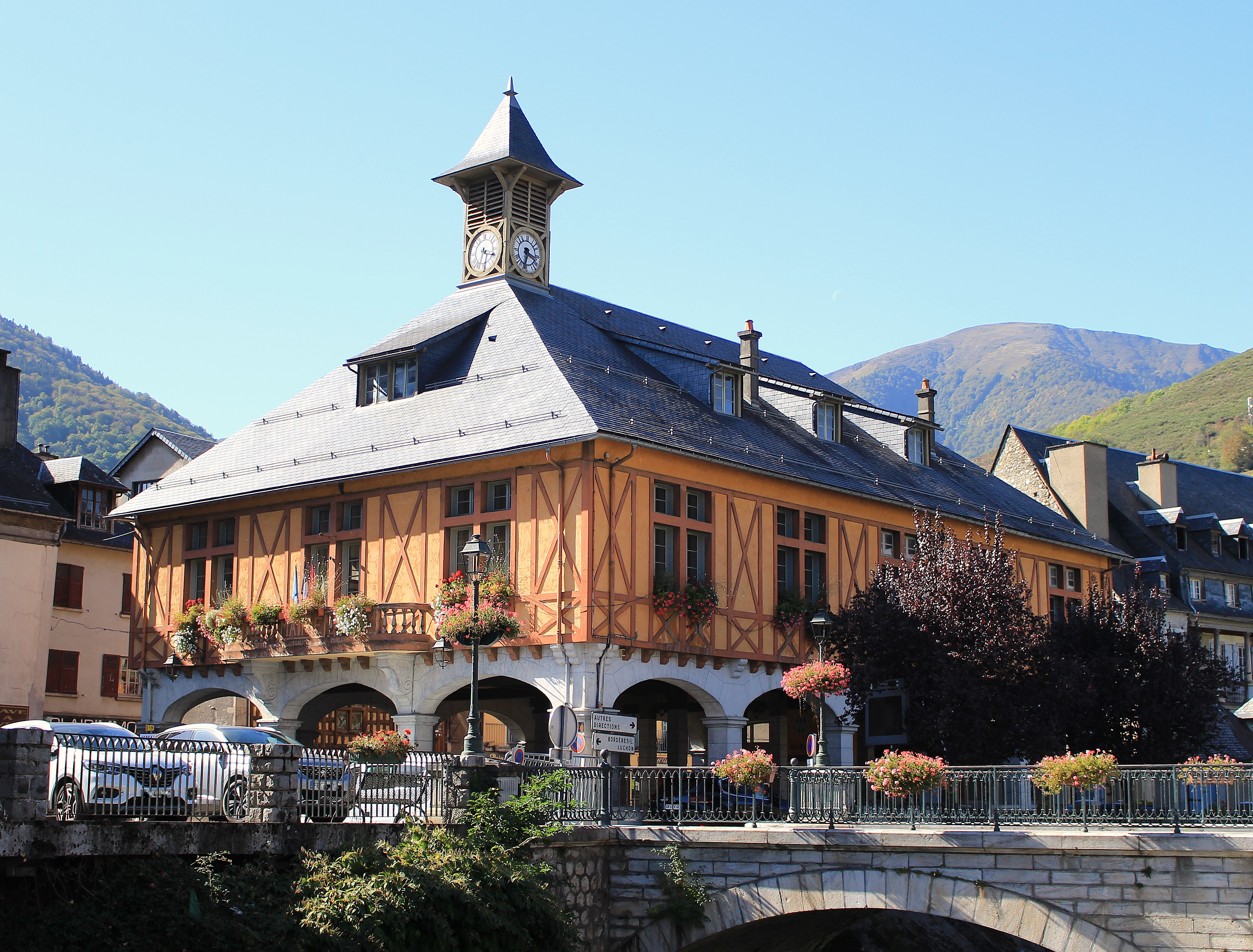
Vue côté Neste.
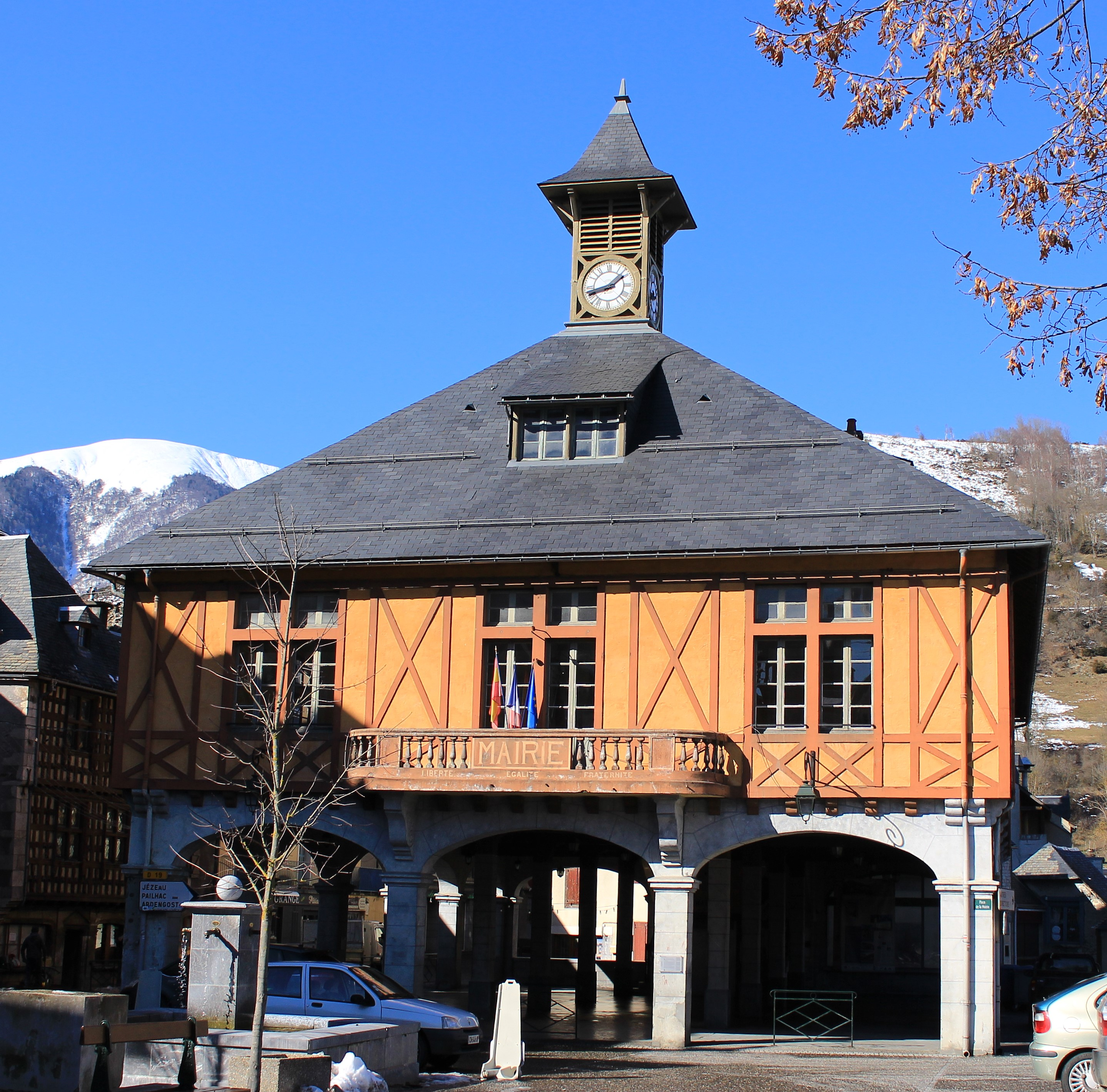
Vue du clocheton.
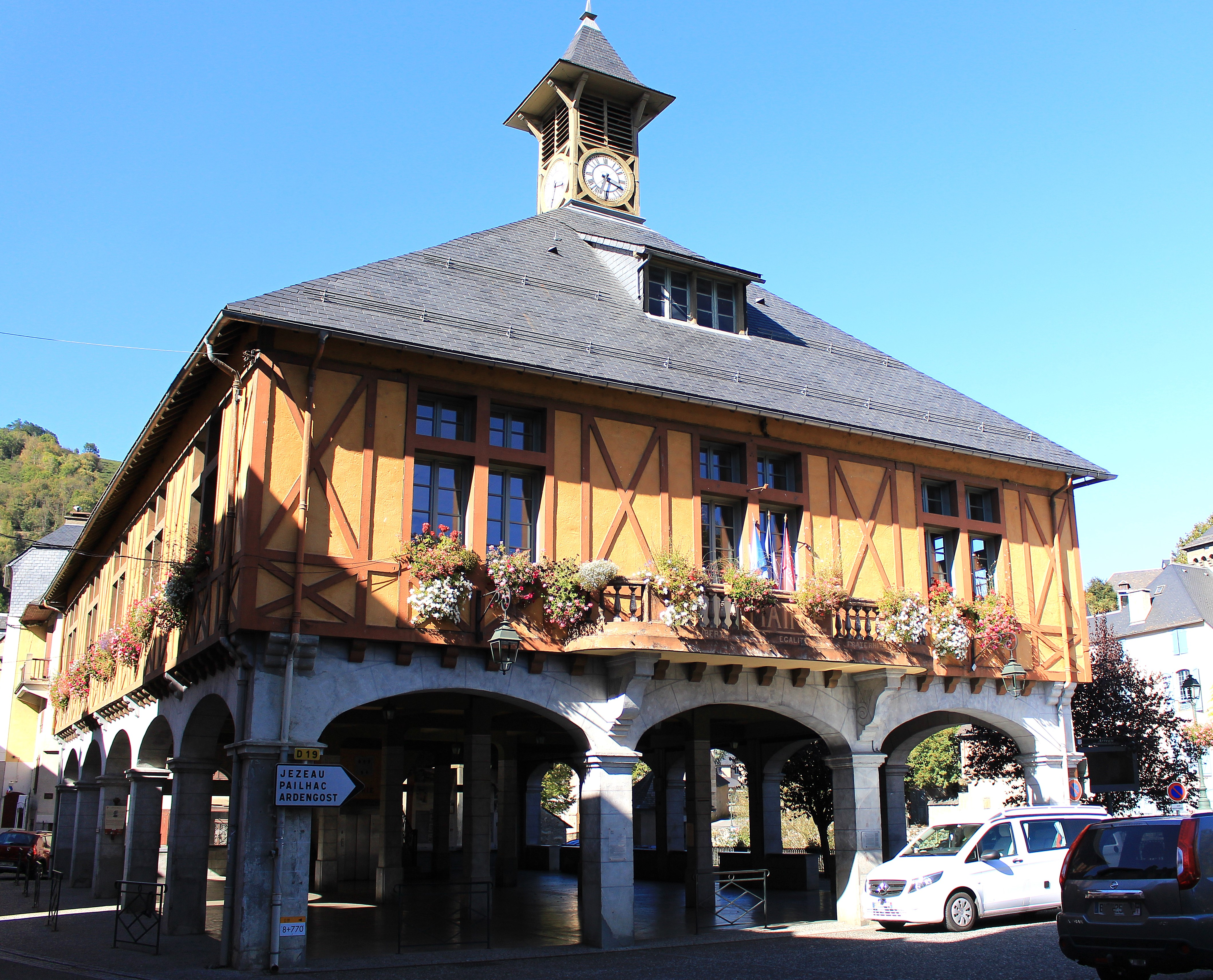
Vue de la façade principale.